# Boiler Room (muziekproject)
Boiler Room is een muziekproject dat bedacht werd in Londen. De organisatie programmeert dj-sets en live-sets van artiesten uit de elektronische muziek op verschillende locaties ter wereld, waarbij de locatie geheim gehouden wordt en slechts een beperkte hoeveelheid publiek wordt uitgenodigd. Deze optredens worden door middel van een videostream rechtstreeks uitgezonden via het internet. De kijkers kunnen realtime commentaar geven op de dj-sets die ze aan het bekijken zijn of deze achteraf bekijken.
Het concept voor Boiler Room ontstond toen Thristian Richards en Femi Edmund Adeyemi (oprichter van het Londense radiostation NTS Radio) in maart 2010 werd uitgenodigd door Blaise Bellville om een mixtape te maken voor zijn online magazine Platform. Richards en Bellville kregen het idee om het hele gebeuren te filmen met een webcam en te streamen via UStream. Het concept kreeg een wekelijkse opvolger. Dankzij de connecties van het drietal traden in de eerste maanden onder andere The Gaslamp Killer, James Blake en Theo Parrish op met een dj-set. Later kwamen grote namen langs uit verschillende genres waaronder Sven Väth, Richie Hawtin, Carl Cox, Skream, Marcel Dettmann, Ben Klock en Thom Yorke. Optredens in het kader van The Boiler Room vonden tevens plaats tijdens verscheidene festivals waaronder SXSW, Amsterdam Dance Event, Dekmantel en Sonar.. Na Londen opende de organisatie kantoren in Los Angeles, New York (juni 2012) en Berlijn (september 2012).
Boiler Room is partner van Red Bull, waarbij het bedrijf evenementen organiseert binnen hun 'Red Bull Music Academy'.